# Порт-Толботський металургійний завод

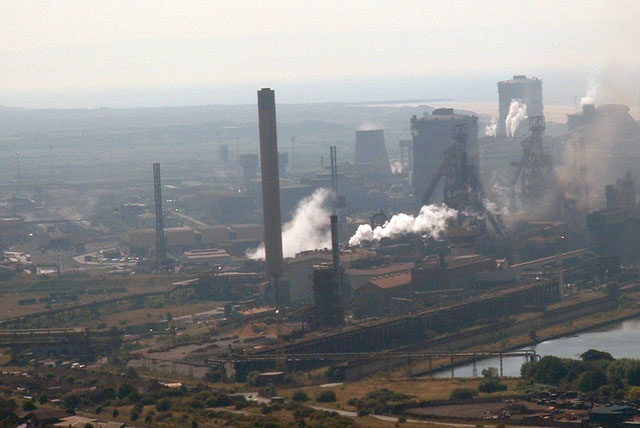
Панорама частини заводу. 2005 рік.

Порт-Толботський металургійний завод (комбінат) (англ. Port Talbot Steelworks, валл. Gwaith Dur Port Talbot) — металургійний завод (комбінат) в Уельсі, у місті Порт-Толбот, найбільший виробник сталі у Великій Британії (2014). Заснований 1901 року. Входить до складу індійської металургійної компанії Tata Steel.

## Історія
Виробництво заліза на території сучасного Порт-Толбота відоме з 13 століття.
У 20 столітті на території промислового майданчика сучасного заводу і у його найближчих околицях існувало 3 металургійних заводи.    
1900 року підприємцем Гілберсонсом і Емілі Толбот, землевласницею, яка дала в оренду ділянку своїх маєтностей під будівництво заводу, було засновано «Порт-Толботську залізоробну і сталеливарну компанію» («Port Talbot Iron and Steel Company»). Компанія побудувала завод у 1901 році. Назву він отримав від доку Порт-Толбот, біля якого був побудований. Док Порт-Толбот був побудований 1837 року і названий так на честь місцевого землевласника і спонсора будівництва доку Крістофера Толбота.
Завод переплавляв покупний бабкови́й чавун на сталь у двох мартенівських печах і виробляв з неї тонколистовий прокат. Однак, 1903 року виробництво припинилося і компанія провалилася.
1906 року було засновано «Порт-Толботську сталеливарну компанію» («Port Talbot Steel Co»), яка викупила закритий завод. 1908 року на заводі працювало прокатне виробництво і готувався до пуску рейковий прокатний стан. До 1913 року завод перетворився на один з найбільших металургійних заводів в Британії.
У 1923–1926 роках на півдні заводу, біля селища Маргам, було побудовано ще один, сучасніший, завод — Маргамський металургійний завод (Margam Iron and Steel Works). Він був закритий 1953 року після будівництва біля нього нового сучасного заводу — «Аббі Веркс».
Металургійний завод «Аббі Веркс» був спроектований після Другої світової війни у 1947 році «Сталеливарною компанією Уельсу» («Steel Company of Wales»), заснованою уельськими промисловцями для будівництва сучасного заводу з повним металургійним циклом. Завод розпочав роботу 1951 року і повністю вийшов на проектну потужність 1953 року. Назва заводу була пов'язана з тим, що його було зведено біля колишнього абатства у Маргамі.
1961 року припинили роботу потужності заводу, збудовані 1905 року. 1963 року вони були демонтовані.
За твердженням британської статистики, у 1960-х роках завод був найбільшим у західній Європі і найбільшим роботодавцем Уельсу — тоді тут працювало понад 18000 чоловік. 1967 року компанія була націоналізована і стала частиною British Steel.

## Сучасність

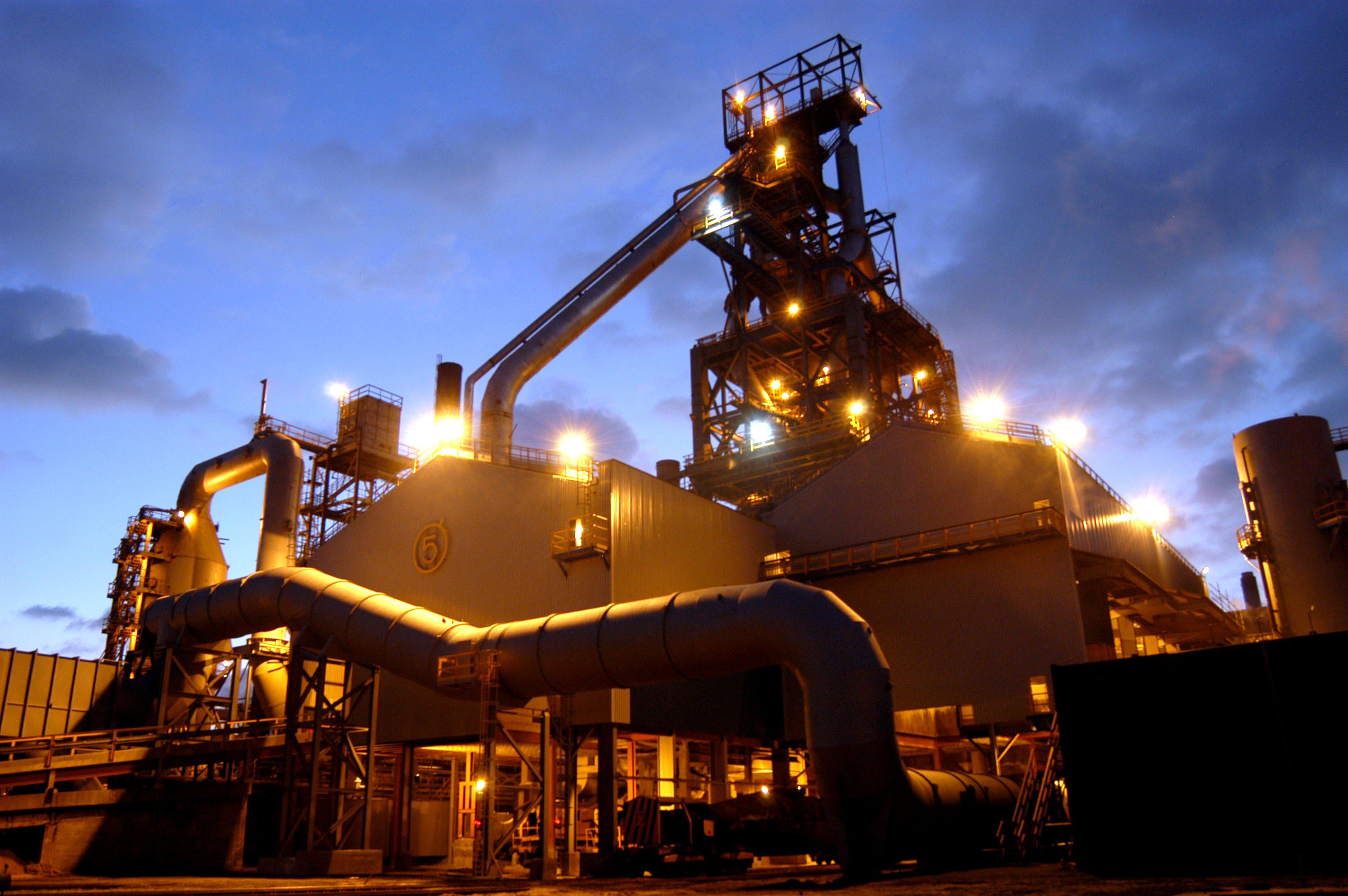
Доменна піч № 5.

Завод є заводом з повним металургійним циклом — виробничий ланцюг включає в себе виробництво чавуну у доменних печах, переробку чавуну на сталь у кисневому конверторі, виробництво слябів і прокату. На заводі працюють дві доменних печі — № 4 і № 5.
Компанії належать коксохімічний завод та аглофабрика, що розташовані біля заводу.
2007 року на заводі було вироблено 3855281 т чавуну і 4413902 т сталі, з якої було виготовлено 4295603 т слябів. На коксохімічному заводі компанії було вироблено 944745 т коксу, на аглофабриці — 4405515 т агломерату. У січні 2008 року на заводі було вироблено 4,7 млн т сталі. В цей час на ньому працювало 3600 працівників.
У червні 2014 року індійська компанія  Tata Steel скоротила 400 робочих місць на заводі.